# 하이톱

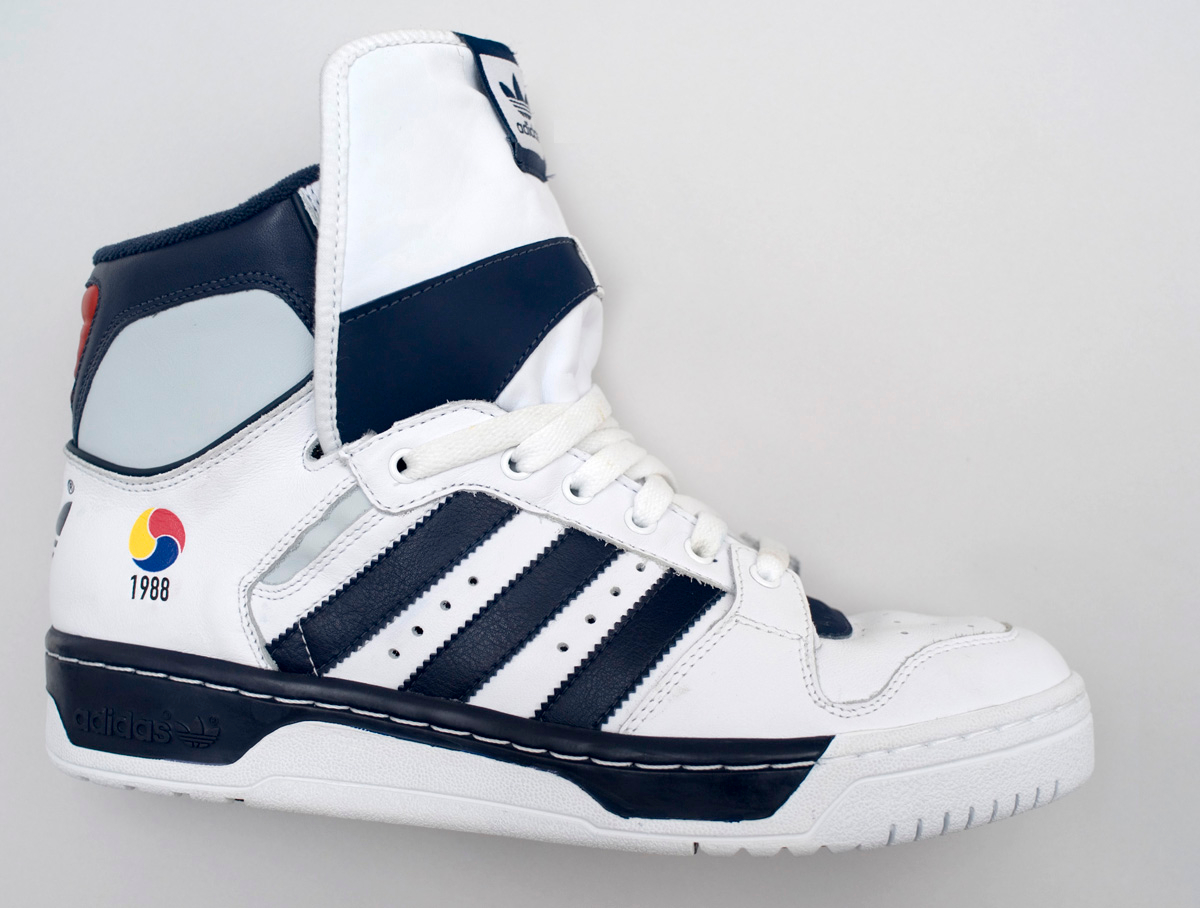
아디다스의 1988년 하계 올림픽 하이톱 스니커즈

하이톱(영어: high-top)은 신발의 종류 중 하나이다. 주로 운동화의 일종으로 만들어지며 특히 농구화가 많다. 발목까지 올라오는 운동화로, 대한민국에서는 1980년대 유행했던 농구화에서 유래했다.